# ローザ・パークス・ヘンプステッド・トランジット・センター
ローザ・パークス・ヘンプステッド・トランジット・センター（英: Rosa Parks Hempstead Transit Center）とはニューヨーク州ヘンプステッドのジャクソン・ストリートとウェスト・コロンビア・ストリートの間にあるナッソー・インターカウンティ・エクスプレスの利用者用の屋内施設である。この施設はロングアイランド鉄道 (LIRR) のヘンプステッド支線の終点でもある。19路線が使用しており、このトランジット・センターは2番目にナッソー・インターカウンティ・エクスプレスかLIRRを利用する通勤者にとって主要な乗換駅でもある。この施設は待合所や運行情報、メトロカードの券売機、ニューススタンド、トイレを提供している。2012年現在、LIRRは平日にここを発車する列車を28本、到着する列車を28本設定している。

## 歴史

### 鉄道のターミナル
ヘンプステッド駅は当初ロング・アイランド・セントラル鉄道 (CRRLI) の停車場として1872年10月と12月の間のいつかに、メイン・ストリートとフルトン・アベニューの交差点の角に建設された。When the Long Island Rail Road acquired the CRRLI in 1878, this Hempstead Station and terminus came with it, replacing the former 1839-built Hempstead Station, which ran along the original Hempstead Branch.
この駅は1881年7月に改築され、1913年に取り壊された。A second brick station was built in February 1913, which was designed to have trains terminate behind the building rather than alongside of it.これは1912年1月の事故（鈍行列車が停車していた客車に追突、フルトン・アベニューに押し出し、向かい側の建物に突入させ2人が死亡した事故）が原因であった。1941年12月30日と1943年の間、線路が削減され同駅がコロンビア・ストリートへ移転した時にサービスが一時中断された。この事業の工事が終了するまで仮設駅がかつての地点から1,265フィート西に設置された。この移転と線路工事の完了時に2番目の駅は再開された。しかし、その駅は1962年12月31日に火災にあい1963年4月に改築された。この駅は1998年に取り壊され、1999年と2002年の間に建設されたより一層精巧な3番目の停車場に置換された。

### 駅構造
| 5 | ■ヘンプステッド支線 | ニューヨーク方面 （カントリー・ライフ・プレス） |
| 6 | ■ヘンプステッド支線 | ニューヨーク方面 （カントリー・ライフ・プレス） |
| 7 | ■ヘンプステッド支線 | ニューヨーク方面 （カントリー・ライフ・プレス） |
| 8 | ■ヘンプステッド支線 | ニューヨーク方面 （カントリー・ライフ・プレス） |

この駅は高床の島式ホームを2面有し、どちらも有効長は8両である。東側のプラットホームは5・6番線に隣接し、西側のプラットホームは7・8番線に隣接している。
ヘンプステッド支線はこの場所では線路が8本ある。プラットホームの東にあるがそれらと隣接していない4本の線路は留置線である。

### バスターミナル
1993年、ヘンプステッド・トランジット・センターの建設が完了し開業された。新しい鉄道駅と合わせて、その建設工事は市長のジェームズ・A・ガーナーによる、ヘンプステッドを再開発し「ロングアイランドの中心」として目立つ場所に戻す手助けするための計画の一環であった。当初のヘンプステッドのバスターミナルはジャクソン・ストリートとメイン・ストリートの交差点の角にあるジャクソン・ストリートの向かい側にあった。その区画には現在グレイハウンドのバス停や様々な企業がある。新しいトランジット・センターは当初のターミナルよりも多くのバスの収容が可能であり、またナッソー・インターカウンティ・エクスプレスの路線のほぼ半分がヘンプステッドを通ることを可能とする。ヘンプステッドはかつてのlevel of prominenceに一度も到達したことがないにも関わらず、新しいターミナルや鉄道駅、多くの新規事業の設立がロングアイランドの中心としてヘンプステッドを再建することを手助けしている。

## 「ローザ・パークス」という名称
2006年2月14日、ナッソー郡の郡長、トーマス・スオジがヘンプステッド・トランジット・センターを公民権運動の先駆者であるローザ・パークスに敬意を表して改名すると発表した。スオジは以下のように述べた。「彼女の記憶と彼女の重要な仕事を尊重するため、アメリカ史において最も重要な象徴の1つとなるように今日我々はこの重要なトランジット・ハブを改名する。」 ("“To honor her memory and that of her important work, today we are renaming this vital transit hub for one of the most important figures in American history.) 同ターミナルの改名に加えて、晩年のモネータ・スリート・ジュニア、ジム・ペプラー（ニュースデイの写真家）、ハーバート・ランドールを含むその時代の不安をカバーしたフォトジャーナリストの写真や記事を通じて平等のための苦闘の物語を伝えるために、公民権運動の常設展示が建設される予定である。So far, a column in the back of the bus terminal has been renovated with black marble, engraved with a large image of Rosa Parks and her story below.

## 路線
ヘンプステッド・トランジット・センターには、19路線が乗り入れる。日中の出発の割り当ては以下に記し、このターミナルが閉鎖される深夜帯はすべてのバスがこのターミナルからすぐ北の駅前広場 (Station Plaza) のウェスト・コロンビア・ストリートに停車する。
| Bay # | 路線 | 目的地                                                                                 | 経由する街路 | 備考                                                                   |
| ----- | ---- | -------------------------------------------------------------------------------------- | --- | ---------------------------------------------------------------------- |
| 1     | N31  | - リンブルック - ファー・ロッカウェイ                                                  | ヘンプステッド・アベニュー、ウェスト・ブロードウェイ、セントラル・アベニュー                                                                              | - 日曜運休。                                                           |
| 2     | N32  | - リンブルック - ファー・ロッカウェイ                                                  | ヘンプステッド・アベニュー、ブロードウェイ、セントラル・アベニュー                                                                                        |                                                                        |
| 3     | N15  | - ロックビル・センター - ロングビーチ                                                  | ウッドフィールド・ロード、ロングビーチ・ロード |                                                                        |
| 4     | N41  | - フリーポート                                                                         | ナッソー・ロード、バビロン・ターンパイク |                                                                        |
| 5     | N40  | - フリーポート                                                                         | ナッソー・ロード、ノース・メイン・ストリート |                                                                        |
| 6     | N16  | - ロックビル・センター                                                                 | フランクリン・ストリート、ヘンプステッド・アベニュー（ロックビル・センター）、                                                                            | - 日曜運休。                                                           |
| 6     | N17  | - ロックビル・センター                                                                 | ノース・ビレッジ・アベニュー | - 平日のみ運行。                                                       |
| 7     | N35  | - ボールドウィン・ハーバー                                                             | ボールドウィン・ロード、グランド・アベニュー |                                                                        |
| 8     | N6X  | - クイーンズ区ジャマイカ                                                               | ヘンプステッド・ターンパイク | - 急行路線 - 平日のみ運行。                                            |
| 9     | N6X  | - クイーンズ区ジャマイカ                                                               | ヘンプステッド・ターンパイク | - 急行路線 - 平日のみ運行。                                            |
| 10    | N6   | - クイーンズ区ジャマイカ                                                               | ヘンプステッド・ターンパイク | - 各駅停車。 - 常時運行。                                              |
| 11    | N6   | - クイーンズ区ジャマイカ                                                               | ヘンプステッド・ターンパイク | - 各駅停車。 - 常時運行。                                              |
| 12    | N41  | - ミネオラ                                                                             | フランクリン・アベニュー |                                                                        |
| 13    | N40  | - ミネオラ                                                                             | フランクリン・アベニュー |                                                                        |
| 14    | N27  | - ルーズベルト・フィールド・モール - グレンコーブ                                      | ジャクソン・ストリート、ウェストバリー・ブルバード、オーク・ストリート、 グレンコーブ・ロード、ロズリン・ロード、グレンコーブ・アベニュー                 | - 平日のみ運行。                                                       |
| 14    | N23  | - ルーズベルト・フィールド・モール - ポートワシントン - マナーヘイヴン                 | ジャクソン・ストリート、ウェストバリー・ブルバード、オーク・ストリート、 グレンコーブ・ロード、ミドル・ネック・ロード、ニュー・ショア・ロード             | - オフピーク時間帯のみ運行                                             |
| 15    | N6X  | - ナッソー・コミュニティ・カレッジ                                                     | | Weekday rush hour service extension to NCC.                            |
| 15    | N16  | - ルーズベルト・フィールド・モール                                                     | ジャクソン・ストリート、ウェストバリー・ブルバード、NCC                                                                                                   | - 日曜運休                                                             |
| 16    | N6X  | - ナッソー・コミュニティ・カレッジ                                                     | | Weekday rush hour service extension to NCC.                            |
| 16    | N35  | - ルーズベルト・フィールド・モール - ナッソー・コミュニティ・カレッジ - ウェストバリー | クリントン・ストリート、NCC、ポスト・アベニュー | - ナッソー・コミュニティ・カレッジへは平日のみ。                       |
| 17    | N15  | - ルーズベルト・フィールド・モール                                                     | ワシントン・アベニュー | - Weekday service directly serves County Seat Drive.                   |
| 18    | N54  | - マサペクア・ウェストフィールド・サンライズ - アミティービル                          | エルサレム・アベニュー、ワシントン・アベニュー、ルーデン・アベニュー                                                                                      | - 日曜運休。                                                           |
| 18    | N55  | - マサペクア・ウェストフィールド・サンライズ - アミティービル                          | エルサレム・アベニュー、ブロードウェイ (107号線) | - ウェストフィールド・サンライズの東は日曜運休。                       |
| 19    | N71  | - マサペクア・ウェストフィールド・サンライズ                                           | ヘンプステッド・ターンパイク、カーマンズ・ロード |                                                                        |
| 20    | N70  | - イースト・ファーミングデール - メルヴィル                                            | ヘンプステッド・ターンパイク、スミス・ロード | - 平日のみ。                                                           |
| 21    | N72  | - イースト・ファーミングデール - バビロン                                              | ヘンプステッド・ターンパイク、109号線 | - 日曜はイースト・ファーミングデールのブロード・ホロウ・ロードで終了。 |
| 22    | N48  | - ヒックスヴィル - ジェリコ                                                            | フロント・ストリート、カーマンズ・アベニュー、ノース・ブロードウェイ (106号線)                                                                            | - 日曜運休。                                                           |
| 23    | N49  | - ヒックスヴィル - ジェリコ                                                            | フロント・ストリート、ニューブリッジ・ロード/ノース・ブロードウェイ                                                                                       |                                                                        |
| 24    | N46  | - E・メドウ - ベルモア                                                                 | フロント・ストリート、メリック・アベニュー、プロスペクト・アベニュー、 イースト・メドウ・アベニュー、ベルモア・ロード                                     | - ラッシュ時のみ運行。                                                 |
| 24    | N47  | - E・メドウ ループ                                                                     | メリック・アベニュー、プロスペクト・アベニュー、イースト・メドウ・アベニュー、 ニューブリッジ・ロード、ヘンプステッド・ターンパイク、フロント・ストリート | - ラッシュ時のみ運行。                                                 |

## ギャラリー

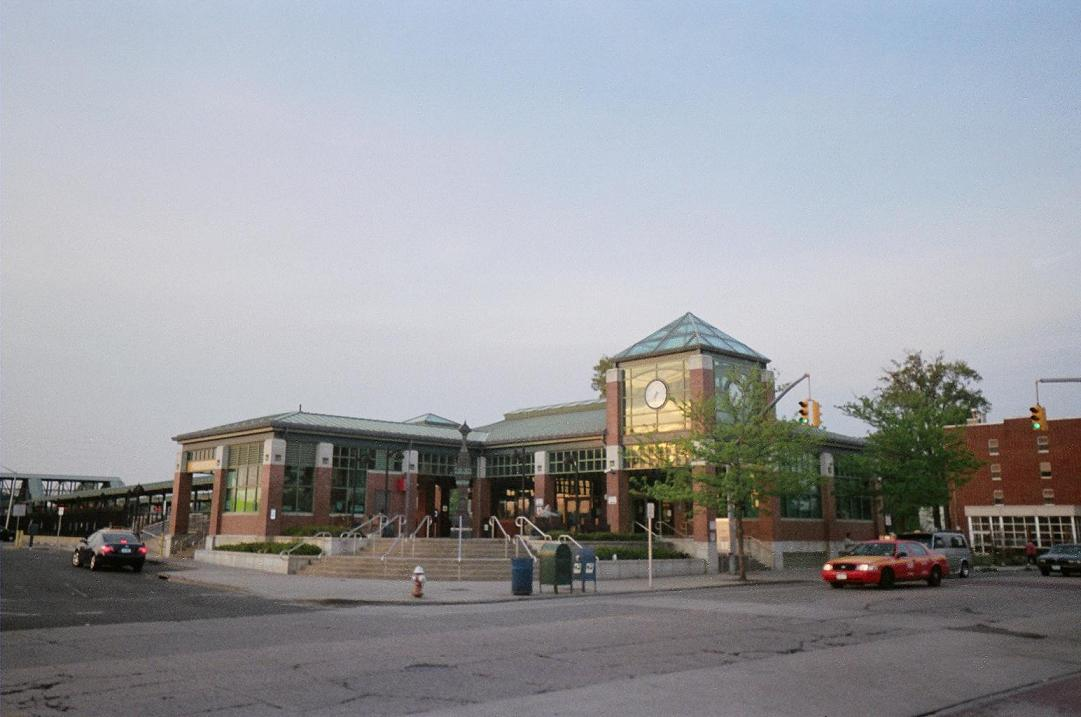
駅の南西の眺め。
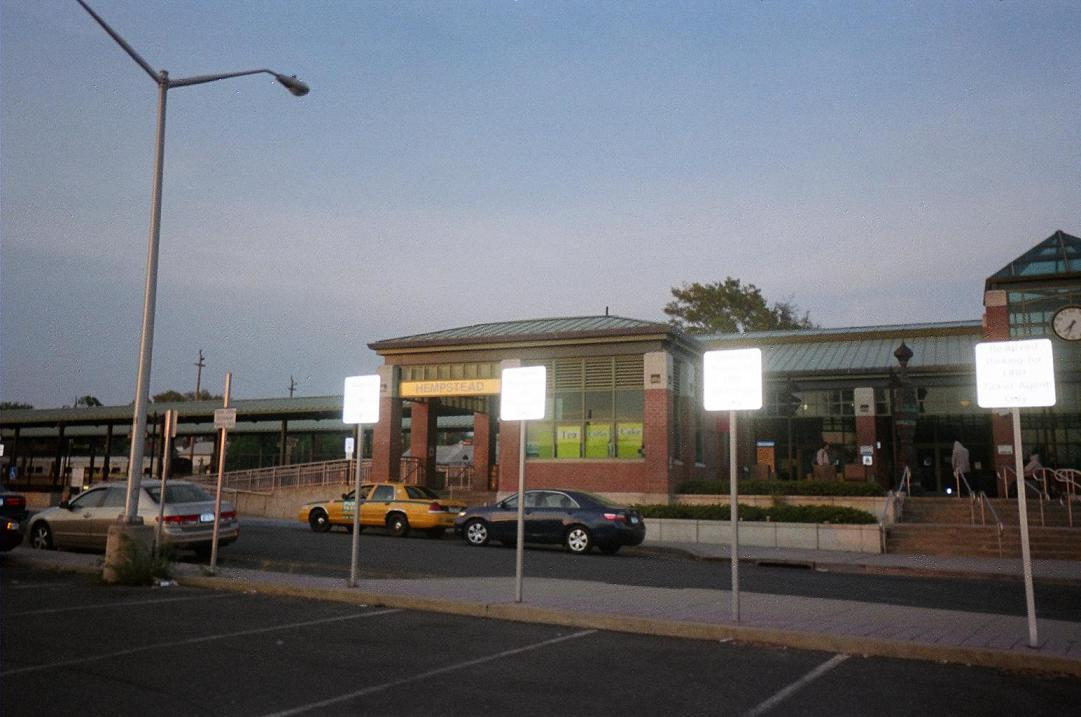
駅の西側。
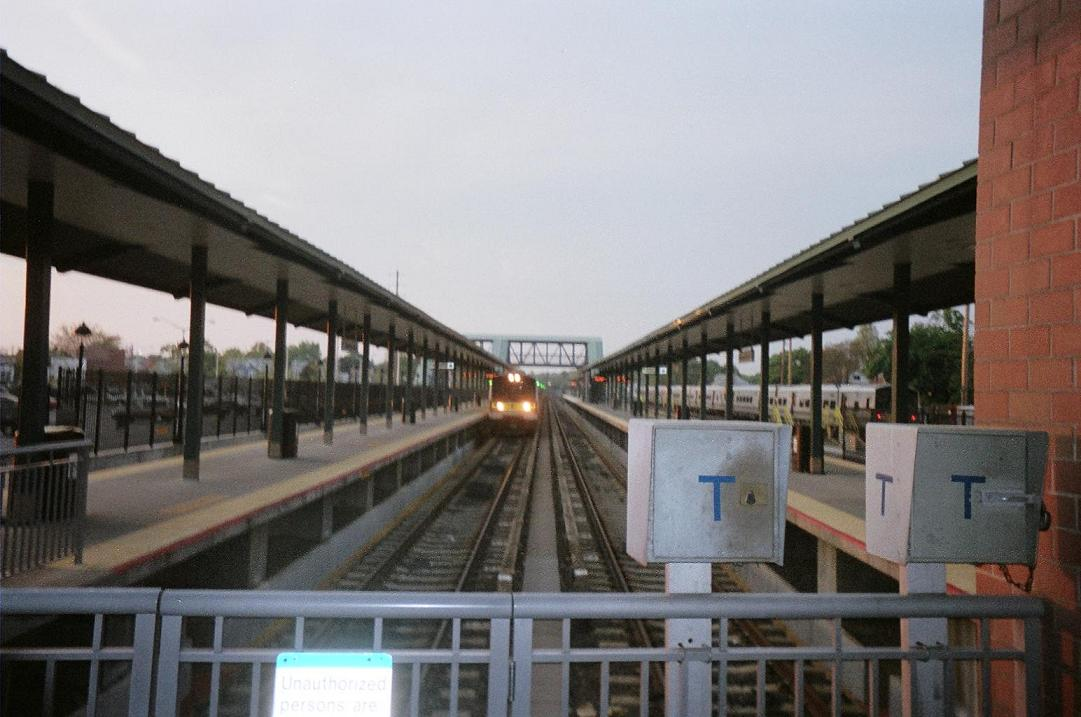
列車がヘンプステッド駅に到着する。
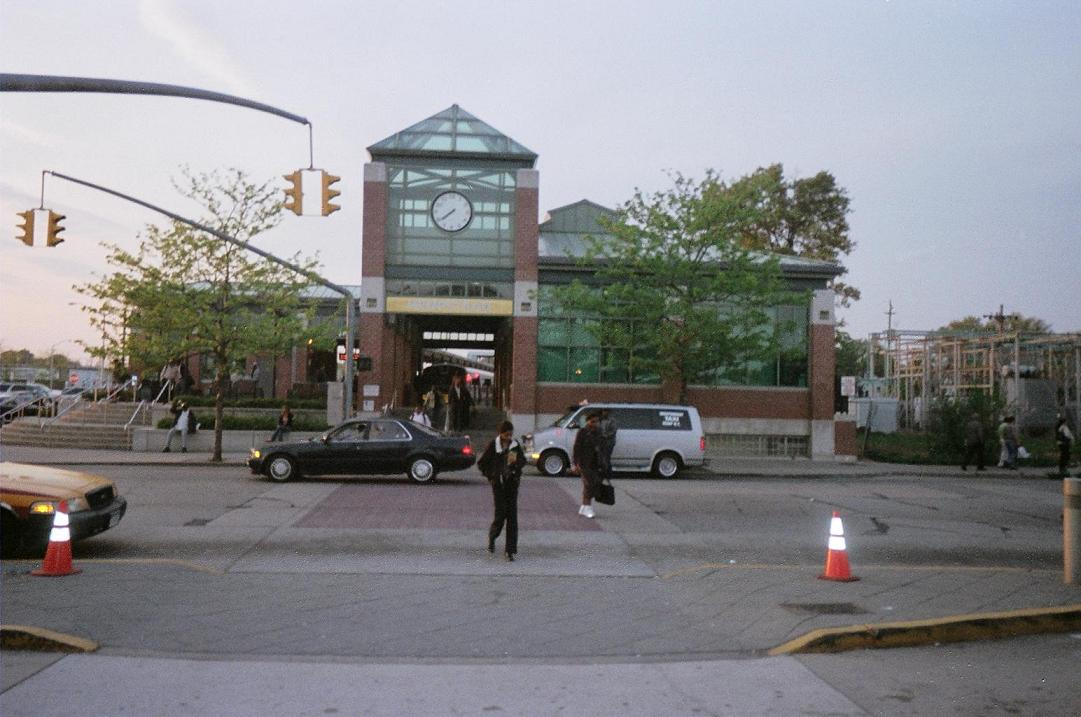
通勤者は列車からバスへ乗り換える。